# Centaurea goksivriensis
Centaurea goksivriensis — вид квіткових рослин айстрових (Asteraceae). Ендемік Туреччини.
Вид належить секції Acrocentron. Видовий епітет походить від пагорбів Гексиврі в горах Аманос у провінції Хатай у Туреччині, де був виявлений новий вид.

## Морфологічна характеристика
Дворічна трав'яниста рослина зі стрижневим коренем, стебло прямовисне 20–30 см завдовжки, розгалужене від основи, одноголове на кінці кожної гілки. Листки злегка павутинчасті; прикореневі листки довжиною 10–15 см, ліроподібні з 4–6 і більше сегментами, злегка перистороздільними, кінцеві сегменти більші, сегменти дуже рідко прості; середні листки нечисленні, дрібні, перистороздільні з однією парою бічних сегментів і більші, кінцеві сегменти від ланцетних до лінійно-ланцетних, рідко майже прості; верхня частина стебла майже без листя. Обгортка поодинока на кінці гілки, 15–25 × 16–20 мм, яйцеподібна або куляста. Квітки чорно-пурпурові, крайові не променисті. Сім'янка солом'яного кольору, яйцеподібна, 4–6 мм завдовжки. Папуси у двох серіях; внутрішній ряд 1–2 мм завдовжки, солом'яний, зовнішній – 6–6.5 мм, пурпуровий. Цвіте в червні та липні.